# Новотроїцьке (Ульчський район)
Новотро́їцьке (рос. Новотроицкое) — село у складі Ульчського району Хабаровського краю, Росія. Входить до складу Тахтинського сільського поселення.

## Населення
Населення — 6 осіб (2010; 26 у 2002).
Національний склад (станом на 2002 рік):
- росіяни — 54 %
- нівхи — 31 %